# Pistosaure
El pistosaure (Pistosaurus longaevus) és una espècie extinta de rèptil sauropterigi de la família dels pistosàurids que visqué a Europa durant el Triàsic mitjà, fa entre 237 i 247,2 milions d'anys. Se n'han trobat restes fòssils a Alemanya, Itàlia i Polònia. Es tracta de l'única espècie del gènere Pistosaurus. L'autor del tàxon, Hermann von Meyer, no feu explícita l'etimologia del nom genèric Pistosaurus. Segons la interpretació, podria significar ‘llangardaix genuí’ (en contraposició amb Nothosaurus, que significa ‘llangardaix fals’), ‘llangardaix bevible’ (en referència al fet que tenia el crani amb forma d'ampolla) o, de manera força més inversemblant, ‘llangardaix líquid’. El nom específic longaevus significa ‘vell’ o ‘antic’ en llatí.